# Jeffrey Carlson
Jeffrey S. Carlson (* 23. Juni 1975 in Long Beach, Kalifornien; † 6. Juli 2023 in Chicago, Illinois) war ein US-amerikanischer Bühnenschauspieler und Sänger, der vor allem durch die Verkörperung der Transgender-Frau Zoe Luper („Zarf“) in der Seifenoper All My Children bekannt wurde.

## Leben
Carlson wurde in Long Beach geboren und hatte eine Schwester namens Elizabeth und einen Bruder namens Gregory (†). Er besuchte die Saint John Bosco High School in Bellflower. Nach dem Ende seiner Schulzeit im Jahr 1993 studierte Carlson, der ursprünglich Veterinärmedizin studieren wollte, Schauspiel an der University of California, Davis, die er 1997 mit einem Bachelor of Arts abschloss. Anschließend absolvierte er von 1997 bis 2001 eine Ausbildung an der Juilliard School in New York City als Mitglied der „Drama Division’s Group 30“ und erhielt ein Graduate diploma. Er war ebenfalls ein Mitglied der „Guthrie Experience“ am Guthrie Theatre in Minneapolis, Minnesota, und erhielt 2004 das Marian Seldes/Garson Kanin Stipendium sowie 2007 und 2016 jeweils das Beinecke Stipendium als besondere Auszeichnung seiner Leistung.
Seine Mutter gab ihm den Namen Jeffrey, da sie ein Fan der Figur Jeff Martin aus der Seifenoper All My Children war. Zusammen mit seiner Frau Beth hatte er einen Sohn.
Carlson starb im Alter von nur 48 Jahren an den Folgen einer idiopathischen dilatativen Kardiomyopathie.

## Karriere
Schon während seiner Ausbildung an der Juilliard School trat er in Bühnenstücken auf, beispielsweise in Lee Blessings Thief River. Carlson debütierte 2002 am Broadway in Edward Albees The Goat, or Who Is Sylvia? und wirkte 2003 in der Broadway-Neuinszenierung von Tartuffe mit. In den Jahren 2003 und 2004 wirkte er in dem kurzlebigen Boy-George-Broadway-Musical Taboo mit; für die Verkörperung des Britpop-Stars Marilyn in Taboo wurde er 2004 für den Drama Desk Award als „Outstanding Featured Actor in a Musical“ nominiert.
Im August 2006 trat er in einer Tagesrolle in All My Children als britischer Rockstar Zarf auf. Ende November desselben Jahres kehrte er in die Rolle zurück und trat in insgesamt 59 Folgen auf. Im Laufe der Handlung stellte sich heraus, dass Zarf eine Transgender-Frau namens Zoe Luper ist, „die zufällig auch lesbisch ist“. All My Children gewann für die Handlung im Jahr 2007 einen GLAAD Media Award als „Outstanding Daily Drama“.
Weitere Auftritte in Fernsehserien hatte Carlson unter anderem in Law & Order: Special Victims Unit und Plainsong. Er spielte auch in den Filmen The Killing Floor, Hitch – Der Date Doktor, Backseat und Happy End. In einer Folge der PBS-Dokumentationserie American Masters, die sich mit der Juilliard School beschäftigte, war er ebenfalls zu sehen.
In Washington, D.C. spielte er 2005 die Titelrolle in Alfred de Mussets Bühnenstück Lorenzaccio bei der Shakespeare Theatre Company (STC); 2007 und im Juni 2008 kehrte er erneut zur STC zurück, um Hamlet zu spielen. 2016 und 2017 hatte er weitere Auftritte als Mercutio in Romeo und Julia, eine Rolle, für die er mit dem „Emery Battis Award“ für seine Darbietung ausgezeichnet wurde. Zu weiteren regionalen Shakespeare-Aufführungen gehörten die Titelrolle in Richard II am Yale Repertory Theatre, Romeo in Romeo und Julia sowie eine Rolle in Candida am McCarter Theatre Center. Weitere Rollen hatte er in The Miracle Worker am Charlotte Repertory Theatre, in The Importance of Being Earnest am Paper Mill Playhouse, in Golden Age der Philadelphia Theatre Company und im Kennedy Center. Er war außerdem Ensemble-Mitglied der Eugene O’Neill Theater Center’s National Playwrights Conference in Waterford, Connecticut und Teilnehmer des „Cape Cod Theatre Project“ in Falmouth, Massachusetts.
In Chicago arbeitete er in der Spielzeit 2010–2011 in Stage Kiss am Goodman Theater und in Measure for Measure in der Spielzeit 2012–2013. Zu seinen weiteren Engagements in Chicago zählten die Titelrollen in Edward II und Henry IV (Teil 1 und 2) am Chicago Shakespeare Theater, das anschließend an die Royal Shakespeare Company in Stratford-upon-Avon, Vereinigtes Königreich, übertragen wurde.
Zu den Off-Broadway-Stücken in New York gehörten Antony and Cleopatra am Theatre for a New Audience, Bach at Leipzig am New York Theatre Workshop, Manuscript am Daryl Roth Theatre, Last Easter am MCC Theater und Thief River an der Signature Theatre Company.
2012 spielte er neben Angelica Page in der romantischen Komödie Psycho Therapy am Cherry Lane Theater. 
Im deutschen Sprachraum wurde Carlson unter anderem von Sven Hasper und Dirk Meyer synchronisiert.

## Filmografie (Auswahl)
- 2001: Revenge of the Whale (Fernsehdokumentation)
- 2003: Happy End
- 2004: Plainsong (Fernsehfilm der CBS Hallmark Hall of Fame)
- 2004: Law & Order: Special Victims Unit (Fernsehserie)
- 2005: Hitch – Der Date Doktor
- 2005: Backseat
- 2007: The Killing Floor
- 2006–2007: All My Children (Fernsehserie)

## Theater (Auswahl)
- 2002: The Goat, or Who Is Sylvia? (John Golden Theatre, Broadway, New York City)[7][8]
- 2003: Tartuffe (American Airlines Theatre, Broadway, New York City)[7][8]
- 2003: Taboo (Plymouth Theatre, Broadway, New York City)[7][8]